# Lá nuôi hợp bào
Lá nuôi hợp bào (tiếng Anh: Syncytiotrophoblast, tiếng Pháp: Le syncytiotrophoblaste, xuất phát từ tiếng Hy Lạp syn - cùng; cytio - tế bào; tropho - dinh dưỡng;  blast - nụ) là biểu mô bao phủ mạch máu lông nhung phôi thai và nhau thai, tiến sâu vào nội mạc thân tử cung thiết lập tuần hoàn dinh dưỡng giữa phôi và cơ thể mẹ. Đây là một mô khá độc đáo ở chỗ nó là một lớp bào tương chứa nhiều nhân, ranh giới tế bào không rõ, dài đến 13   cm.

## Chức năng
Lá nuôi hợp bào là lớp ngoài của lá nuôi, xâm lấn vào thành tử cung, làm vỡ mao mạch của mẹ và thiết lập dinh dưỡng giữa máu mẹ và dịch ngoại bào, tạo điều kiện trao đổi chất thụ động giữa mẹ và phôi.
Lá nuôi hợp bào tiết ra progesterone và leptin cùng với hormone human chorionic gonadotropin (hCG) và lactogen nhau thai người (HPL); hCG ngăn ngừa sự thoái hóa của hoàng thể. Progesterone duy trì tính toàn vẹn của niêm mạc tử cung và cho đến khi Lá nuôi hợp bào trưởng thành để tiết ra đủ progesterone hỗ trợ mang thai (trong tháng thứ tư thai kỳ), được hỗ trợ nhờ hoàng thể thai kỳ (corpus luteum graviditatis).

## Sự hình thành

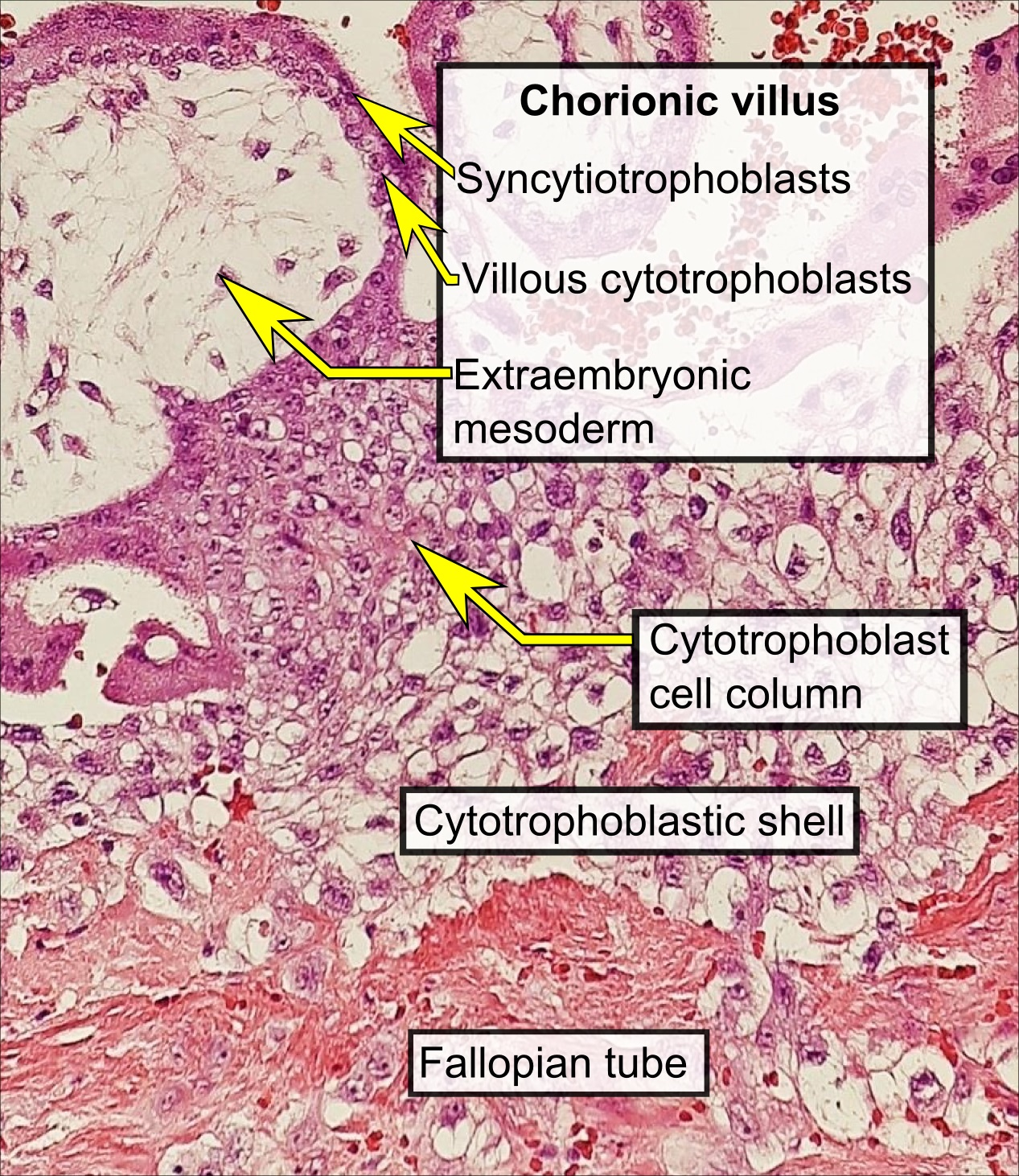
Mô bệnh học của một nhung mao màng đệm (còn gọi là gai nhau), trong thai ngoài tử cung.

Lá nuôi hợp bào ít khả năng tăng sinh, thay vào đó được duy trì nhờ sự tổng hợp tế bào của lá nuôi tế bào. Phản ứng tổng hợp này được hỗ trợ bởi syncytin-1, một loại protein được tích hợp vào bộ gen của động vật có vú từ một loại retrovirus nội sinh.

## Hình ảnh bổ sung

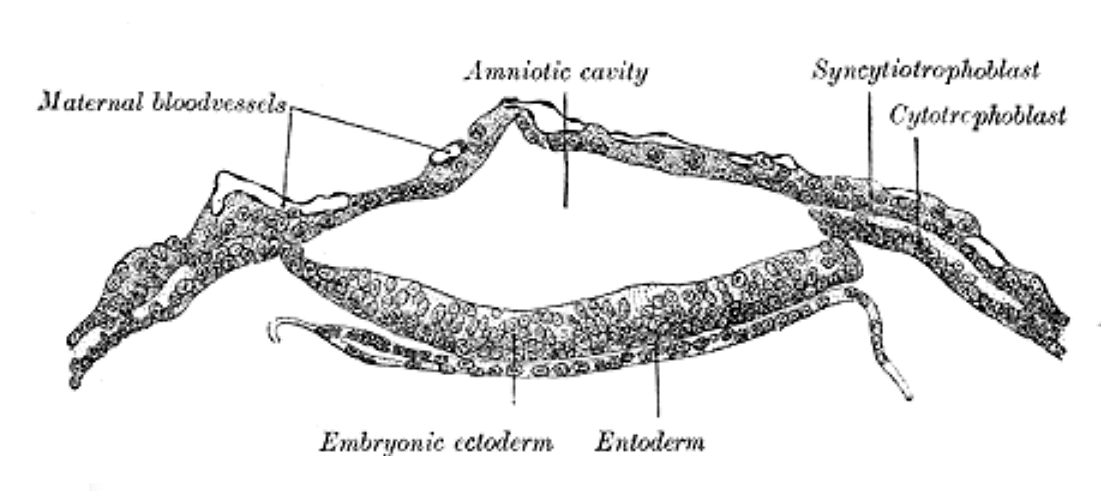
Thiết đồ cắt qua phôi của loài Vespertilio murinus, thể hiện sự hình thành khoang ối.